# Kashmar

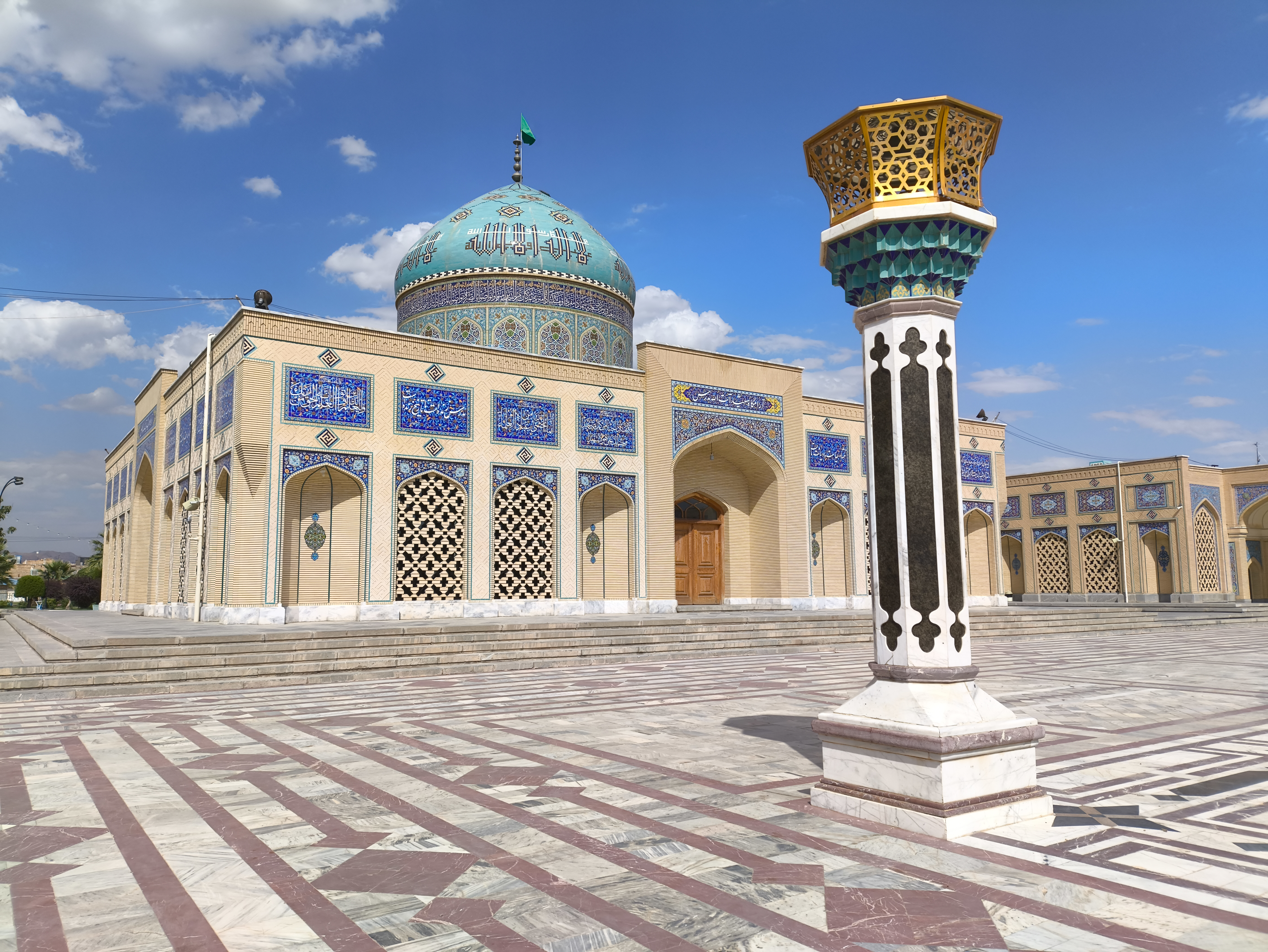
Kashmar

Kashmar là một Thành phố thuộc tỉnh Razavi Khorasan với dân số 102.282 người vào năm 2016 tại Iran.

## Khí hậu
| Dữ liệu khí hậu của Kashmar             | Dữ liệu khí hậu của Kashmar | Dữ liệu khí hậu của Kashmar | Dữ liệu khí hậu của Kashmar | Dữ liệu khí hậu của Kashmar | Dữ liệu khí hậu của Kashmar | Dữ liệu khí hậu của Kashmar | Dữ liệu khí hậu của Kashmar | Dữ liệu khí hậu của Kashmar | Dữ liệu khí hậu của Kashmar | Dữ liệu khí hậu của Kashmar | Dữ liệu khí hậu của Kashmar | Dữ liệu khí hậu của Kashmar | Dữ liệu khí hậu của Kashmar |
| Tháng                                   | 1                           | 2                           | 3                           | 4                           | 5                           | 6                           | 7                           | 8                           | 9                           | 10                          | 11                          | 12                          | Năm                         |
| --------------------------------------- | --------------------------- | --------------------------- | --------------------------- | --------------------------- | --------------------------- | --------------------------- | --------------------------- | --------------------------- | --------------------------- | --------------------------- | --------------------------- | --------------------------- | --------------------------- |
| Trung bình ngày tối đa °C (°F)          | 9.5 (49.1)                  | 12.4 (54.3)                 | 16.8 (62.2)                 | 22.3 (72.1)                 | 29.2 (84.6)                 | 34 (93)                     | 35.7 (96.3)                 | 36.2 (97.2)                 | 31.9 (89.4)                 | 25.9 (78.6)                 | 18.1 (64.6)                 | 12 (54)                     | 23.7 (74.6)                 |
| Trung bình ngày °C (°F)                 | 3.3 (37.9)                  | 6.1 (43.0)                  | 10.3 (50.5)                 | 15.3 (59.5)                 | 21.2 (70.2)                 | 25.6 (78.1)                 | 27.9 (82.2)                 | 27.4 (81.3)                 | 22.9 (73.2)                 | 17 (63)                     | 10.3 (50.5)                 | 5.3 (41.5)                  | 16.1 (60.9)                 |
| Tối thiểu trung bình ngày °C (°F)       | −2.9 (26.8)                 | −0.1 (31.8)                 | 3.9 (39.0)                  | 8.4 (47.1)                  | 13.3 (55.9)                 | 17.3 (63.1)                 | 20.2 (68.4)                 | 18.6 (65.5)                 | 13.9 (57.0)                 | 8.2 (46.8)                  | 2.6 (36.7)                  | −1.4 (29.5)                 | 8.5 (47.3)                  |
| Lượng Giáng thủy trung bình mm (inches) | 29 (1.1)                    | 24 (0.9)                    | 31 (1.2)                    | 37 (1.5)                    | 17 (0.7)                    | 2 (0.1)                     | 0 (0)                       | 0 (0)                       | 0 (0)                       | 6 (0.2)                     | 13 (0.5)                    | 19 (0.7)                    | 178 (6.9)                   |
| [ cần dẫn nguồn ]                       |                             |                             |                             |                             |                             |                             |                             |                             |                             |                             |                             |                             |                             |